# Eduardo Rosales
Eduardo Rosales Martínez (Madrid, 4 de novembro de 1836 — Madrid, 13 de setembro de 1873) foi um pintor realista oitocentista espanhol.
A sua mais conhecida obra é "Doña Isabel la Católica dictando su testamento", exposta actualmente no Museu do Prado.
Em 1922, foi inaugurada em sua homenagem, uma grande estátua, esculpida por Mateo Inurria, localizada no Passeio de Eduardo Rosales, em Madrid.